# Cardeal-leigo
Na Igreja Católica Romana, um cardeal-leigo ou cardeal-laico era um cardeal a quem não tinham sido dadas ordens principais, ou seja, que nunca tinha se tornado um diácono ou um sacerdote.
Estes cardeais não eram propriamente leigos, uma vez que a todos eles foi dado o que se designava como "primeira tonsura", pelo que, uma vez tornados clérigos, deixaram de ser leigos. Além disso, receberam ordens menores, que não foram obstáculo para se casar ou a viver em um casamento contraído anteriormente. A liberdade de casar e viver no casamento é, sem dúvida, a razão pela qual cardeais que não estavam em grandes encomendas eram popularmente, embora erradamente, referidos como cardeais-leigos.
Um exemplo famoso de confusão no sentido oposto é o do compositor Franz Liszt, que era conhecido como o "Abbé Liszt", embora só tenha recebido tonsura e ordens menores. Foi, deste modo, um clérigo, mas nunca se tornou um sacerdote, como o título de "Abade" poderia sugerir de forma errada.